# Пам'ятки історії Чемеровецького району
У Чемеровецькому районі Хмельницької області згідно з даними управління культури, туризму і курортів Хмельницької облдержадміністрації перебуває 65 пам'яток історії. Усі 65 увічнюють пам'ять переможців у радянсько-німецькій війні.
| № пп | Охорон. номер | Найменування                                                                                         | Місцезнаходження                             | Рік встановлення  | Автор                                               |
| ---- | ------------- | --- | -------------------------------------------- | ----------------- | --------------------------------------------------- |
| 1    | 1971          | Пам'ятник бойової слави                                                                              | смт Чемерівці, Гусятинське шосе, 2           | 1944              | 1985                                                |
| 2    | 1413          | Меморіальний комплекс: пам'ятний знак на честь воїнів-односельчан; братська могила радянських воїнів | смт Чемерівці, вул. Першотравнева, 8         | 1941—1945, 1944   | 1967, 1948, заміна 1985                             |
| 3    | 1416          | Пам'ятний знак на честь воїнів-односельчан                                                           | с. Андріївка, вул. Бринського, 79            | 1941—1945         | 1967                                                |
| 4    | 1402          | Братська могила радянських воїнів                                                                    | с. Андріївка, вул. Бринського                | 1944              | 1969                                                |
| 5    | 2363          | Пам'ятний знак на честь воїнів-односельчан                                                           | с. Антонівка, вул. Центральна                | 1967              | місцеві майстри                                     |
| 6    | 1420          | Пам'ятний знак на честь воїнів-односельчан                                                           | с. Бережанка                                 | 1949              | Львівська КСФ                                       |
| 7    | 1417          | Пам'ятний знак на честь воїнів-односельчан                                                           | с. Біла                                      | 1967              | місцеві майстри                                     |
| 8    | 1403          | Братська могила радянських воїнів                                                                    | с. Біла                                      | 1949              | Львівська КСФ                                       |
| 9    | 1418          | Пам'ятний знак на честь воїнів-односельчан                                                           | с. Боднарівка, вул. Садова, 2                | 1969              | Львівська КСФ                                       |
| 10   | 1433          | Пам'ятний знак на честь воїнів-односельчан                                                           | с. Велика Зелена                             | 1967, заміна 1991 | місцеві майстри                                     |
| 11   | 1419          | Пам'ятний знак на честь воїнів-односельчан                                                           | с. Вишнівчик вул. Савченка,2                 | 1968              | Київський ХВО «Художник»                            |
| 12   | 1401          | Братська могила партизан                                                                             | с. Вишнівчик, вул. Савченка, 2               | 1969              | Кам′янець-Подільська майстерня побутового комбінату |
| 13   | 2369          | Пам'ятне місце бою партизан з німецько-фашистськими загарбниками                                     | 1,5 км на північ від с. Вишнівчик, біля лісу | 1987              | місцеві майстри                                     |
| 14   | 1404          | Братська могила радянських воїнів                                                                    | с. Вишнівчик, вул. Савченка, 2               | 1956, заміна 1986 | Львівська КСФ                                       |
| 15   | 1421          | Пам'ятний знак на честь воїнів-односельчан                                                           | с. Вівся, вул. Гагаріна, 1                   | 1967              | Львівська КСФ                                       |
| 16   | 1422          | Пам'ятний знак на честь воїнів-односельчан                                                           | с. Вікторівка, вул. Мічуріна                 | 1967, заміна 1990 | Хмельницький кооператив «Шураві»                    |
| 17   | 1423          | Пам'ятний знак на честь воїнів-односельчан                                                           | с. Вільхівці, вул. Гагаріна, 4               | 1969, заміна 1987 | місцеві майстри                                     |
| 18   | 2370          | Пам'ятний знак на честь воїнів-односельчан                                                           | с. Гайове                                    | 1970              | місцеві майстри                                     |
| 19   | 1424          | Пам'ятний знак на честь воїнів-односельчан                                                           | с. Голенищеве, північна околиця села         | 1967, заміна 1978 | Львівська КСФ                                       |
| 20   | 1425          | Пам'ятний знак на честь воїнів-односельчан                                                           | с. Гуків                                     | 1967              | місцеві майстри                                     |
| 21   | 1405          | Братська могила радянських воїнів                                                                    | с. Гуків                                     | 1950              | Львівська КСФ                                       |
| 22   | 1400          | Братська могила прикордонників                                                                       | с. Гусятин, вул. Радянська, 78               | 1923              | місцеві майстри                                     |
| 23   | 1426          | Пам'ятний знак на честь воїнів-односельчан                                                           | с. Гусятин, вул. Радянська, 11               | 1968              | місцеві майстри                                     |
| 24   | 1427          | Пам'ятний знак на честь воїнів-односельчан                                                           | с. Демківці                                  | 1967              | Львівська КСФ                                       |
| 25   | 1428          | Пам'ятний знак на честь воїнів-односельчан                                                           | с. Долинівка, вул. Набережна                 | 1967              | місцеві майстри                                     |
| 26   | 1429          | Пам'ятний знак на честь воїнів-односельчан                                                           | с. Жабинці, вул. Центральна, 11              | 1967, заміна 1983 | Львівська КСФ                                       |
| 27   | 1430          | Пам'ятний знак на честь воїнів-односельчан                                                           | с. Жердя, вул. Шевченка, 18                  | 1969              | місцеві майстри                                     |
| 28   | 1959          | Братська могила радянських воїнів                                                                    | с. Жердя, вул. Шевченка, 18                  | 1953              | Львівська КСФ                                       |
| 29   | 1431          | Пам'ятний знак на честь воїнів-односельчан                                                           | смт Закупне                                  | 1967, заміна 1990 | місцеві майстри                                     |
| 30   | 1432          | Пам'ятний знак на честь воїнів-односельчан                                                           | с. Зарічанка                                 | 1967              | місцеві майстри                                     |
| 31   | 1434          | Пам'ятний знак на честь воїнів-односельчан                                                           | с. Івахнівці                                 | 1967, заміна 1979 | місцеві майстри                                     |
| 32   | 1953          | Пам'ятний знак на честь воїнів-односельчан                                                           | с. Кормильча                                 | 1974              | Львівська КСФ                                       |
| 33   | 1406          | Братська могила радянських воїнів                                                                    | с. Кормильча                                 | 1951              | Львівська КСФ                                       |
| 34   | 95            | Братська могила радянських воїнів                                                                    | с. Кочубеїв                                  | 1959              | Львівська КСФ                                       |
| 35   | 1435          | Пам'ятний знак на честь воїнів-односельчан                                                           | с. Красноставці вул. Перемоги,2              | 1969 заміна 1987  | місцеві майстри                                     |
| 36   | 1436          | Пам'ятний знак на честь воїнів-односельчан                                                           | с. Криків, вул. 40-річчя Перемоги            | 1967, заміна 1990 | місцеві майстри                                     |
| 37   | 1437          | Пам'ятний знак на честь воїнів-односельчан                                                           | с. Кугаївці, вул. Центральна, 103            | 1949, заміна 1984 | Київське ХВО «Художник»                             |
| 38   | 1407          | Братська могила радянських воїнів                                                                    | с. Кугаївці, вул. Центральна, 103            | 1950              | Львівська КСФ                                       |
| 39   | 1438          | Пам'ятний знак на честь воїнів-односельчан                                                           | с. Кутківці, вул. Центральна, 16             | 1967, заміна 1990 | місцеві майстри                                     |
| 40   | 1408          | Меморіальний комплекс: пам'ятний знак на честь воїнів-односельчан; братська могила радянських воїнів | с. Летава                                    | 1970, заміна 2007 | Львівська КСФ                                       |
| 41   | 1439          | Пам'ятний знак на честь воїнів-односельчан                                                           | с. Мала Бережанка                            | 1967              | Львівська КСФ                                       |
| 42   | 1440          | Пам'ятний знак на честь воїнів-односельчан                                                           | с. Мар′янівка, вул. Молодіжна                | 1967              | місцеві майстри                                     |
| 43   | 1954          | Пам'ятний знак на честь воїнів-односельчан                                                           | с. Михайлівка, північна околиця              | 1981              | місцеві майстри                                     |
| 44   | 1441          | Пам'ятний знак на честь воїнів-односельчан                                                           | с. Пукляки                                   | 1967              | місцеві майстри                                     |
| 45   | 1442          | Пам'ятний знак на честь воїнів-односельчан                                                           | с. П′ятничани, вул. Гагаріна, 35             | 1950              | місцеві майстри                                     |
| 46   | 1409          | Братська могила радянських воїнів                                                                    | с. П′ятничани вул. Гагаріна,35               | 1967              | місцеві майстри                                     |
| 47   | 2387          | Пам'ятний знак на честь воїнів-односельчан                                                           | с. Ружа, вул. Коробчука, 69                  | 1972              | місцеві майстри                                     |
| 48   | 1443          | Пам'ятний знак на честь воїнів-односельчан                                                           | с. Свіршківці, вул. Дружби, 1                | 1967, заміна 1990 | місцеві майстри                                     |
| 49   | 2389          | Пам'ятний знак на честь воїнів-односельчан                                                           | с. Слобідка-Скипчанська, вул. Центральна     | 1968              | Львівська КСФ                                       |
| 50   | 1410          | Братська могила радянських воїнів                                                                    | с. Слобідка-Смотрицька                       | 1955              | Львівська КСФ                                       |
| 51   | 1444          | Пам'ятний знак на честь воїнів-односельчан                                                           | с. Сокиринці, вул. Центральна, 3             | 1967              | Львівська КСФ                                       |
| 52   | 1445          | Пам'ятний знак на честь воїнів-односельчан                                                           | с. Степанівка, південна околиця              | 1949              | Львівська КСФ                                       |
| 53   | 1411          | Братська могила радянських воїнів                                                                    | с. Степанівка, південна околиця              | 1967              | місцеві майстри                                     |
| 54   | 1446          | Пам'ятний знак на честь воїнів-односельчан                                                           | с. Хропотова, вул. Мельника, 2               | 1967, заміна 1982 | Київське ХВО «Художник»                             |
| 55   | 1447          | Пам'ятний знак на честь воїнів-односельчан                                                           | с. Цикова, вул. Б. Хмельницького, 47         | 1967              | місцеві майстри                                     |
| 56   | 1412          | Братська могила радянських воїнів                                                                    | с. Цикова, вул. Б. Хмельницького, 43         | 1956              | Львівська КСФ                                       |
| 57   | 2391          | Пам'ятний знак на честь воїнів-односельчан                                                           | с. Чагарівка                                 | 1974              | Львівська КСФ                                       |
| 58   | 1449          | Пам'ятний знак на честь воїнів-односельчан                                                           | с. Черче                                     | 1967              | Львівська КСФ                                       |
| 59   | 1414          | Братська могила радянських воїнів                                                                    | с. Черче                                     | 1956              | Львівська КСФ                                       |
| 60   | 1450          | Пам'ятний знак на честь воїнів-односельчан                                                           | с. Чорна, вул. Центральна, 35                | 1968              | Львівська КСФ                                       |
| 61   | 1415          | Братська могила радянських воїнів                                                                    | с. Чорна, вул. Центральна, 35                | 1950              | Львівська КСФ                                       |
| 62   | 1451          | Пам'ятний знак на честь воінів-односельчан                                                           | с. Шидлівці, вул. Центральна, 15             | 1967, заміна 1978 | Львівська КСФ                                       |
| 63   | 1969          | Могила майора А. Кучеренка                                                                           | с. Шидлівці, кладовище                       | 1955              | місцеві майстри                                     |
| 64   | 1970          | Братська могила радянських воїнів                                                                    | с. Шидлівці, кладовище                       | 1955              | місцеві майстри                                     |
| 65   | 1452          | Пам'ятний знак на честь воїнів-односельчан                                                           | с. Ямпільчик, вул. Центральна, 70            | 1969, заміна 2002 | місцеві майстри                                     |